# ژاک لوفور دتپل
ژاک لوفور دتپل (به فرانسوی: Jacques Lefèvre d'Étaples) متخصص الهیات و اومانیست قرن پانزدهم میلادی اهل فرانسه است. وی از پایه‌گذاران کلیسای پروتستان فرانسه (گالیکن) بود، ولی تا پایان عمر کاتولیک بافی ماند. دتپل با اراسموس مکاتبه و رابطه‌ای دوستانه و پرتنش داشت.